# C-SPAN
Cable-Satellite Public Affairs Network (C-SPAN) је америчка кабловска и сателитска телевизијска мрежа са седиштем у Вашингтону. Основана је 19. марта 1979. као непрофитна организација. Преноси уредбе савезне владе САД.